# Уорик, Джонси
Джонси Уорик (англ. Thomas John «Johnsy» Warwick, 4 апреля 1962 — 2 сентября 1998, Галлифакс) — британский общественный деятель, основатель движения «Quality of Intangible Things» (Тайные Добрые Дела), идеолог и один из основателей Международного Сообщества Деловой Информации и Рекламы (недоступная ссылка) (The International Community of the Advertising and Business Information). Он считал, что деньги, заработанные продажей рекламы должны возвращаться к тем, кто и эксплуатируется, в основном, этой рекламой, то есть к простым людям. Ведь обычно реклама действует на «среднего» человека, который не особо критично относится к предложенному товару и спешит приобрести всё, что рекламируют. Эти люди обычно больше других страдают от некачественных товаров и услуг. Джонси Уорик, будучи адвокатом, всегда помогал таким людям отстаивать свои права в судах, на чём и сделал карьеру. С приходом известности и увеличения доходов он понял, что одному человеку не под силу справится с серостью и неграмотностью простых людей. И Уорик основал The Johnsy School (Школу Джонси), где обучал простых людей за смехотворную плату (но не бесплатно, чтобы не иметь проблем с законодательством) защите себя и других от недобросовестной рекламы и от производителей некачественных товаров и услуг.
В дальнейшем была образована организация ICABI (недоступная ссылка) и доходы Уорика возросли.
Так как он оставался адвокатом, то не имел возможности оказывать широкую финансовую помощь под своим именем. И был вынужден анонимно передавать деньги воспитательным учреждениям и образовательным и благотворительным организациям с оговоренными целями.
После его гибели в авиакатастрофе в 1998 году по его завещанию был основан Фонд Имени Уорика (Warwick Name Foundation «QIT»), продолжающий его дело.
Детский дом на острове Мэн, где воспитывался Уорик (он сирота), с 2000 года носит его имя.
В Международном Сообществе Деловой Информации и Рекламы на середину 2008 года состояло 38 организаций и частных лиц из 11 стран мира. Средняя численность сотрудников организаций фонда составила 4300 человек. Бюджет Фонда «QIT» оценивается в 156,2 млн фунтов стерлингов. Прирост в первой половине 2008 года составил 2,8 млн фунтов.
В Российской Федерации с Фондом «QIT» сотрудничает 3 организации.